# 미즈타촌 (후쿠오카현)
미즈타촌(水田村)은 후쿠오카현 야메군에 설치되었던 촌이다. 현재의 지쿠고시에 해당한다.